# Ona Meseguer
Pour les articles homonymes, voir Meseguer.
Ona Meseguer Flaqué, née le 20 février 1988 à Barcelone, est une joueuse espagnole de water-polo.
Elle est vice-championne olympique en 2012 avec l'équipe d'Espagne de water-polo féminin.